# Thor Hushovd
Thor Hushovd (ur. 18 stycznia 1978 w Grimstad) – norweski kolarz szosowy, mistrz świata w wyścigu ze startu wspólnego (2010).

## Kariera

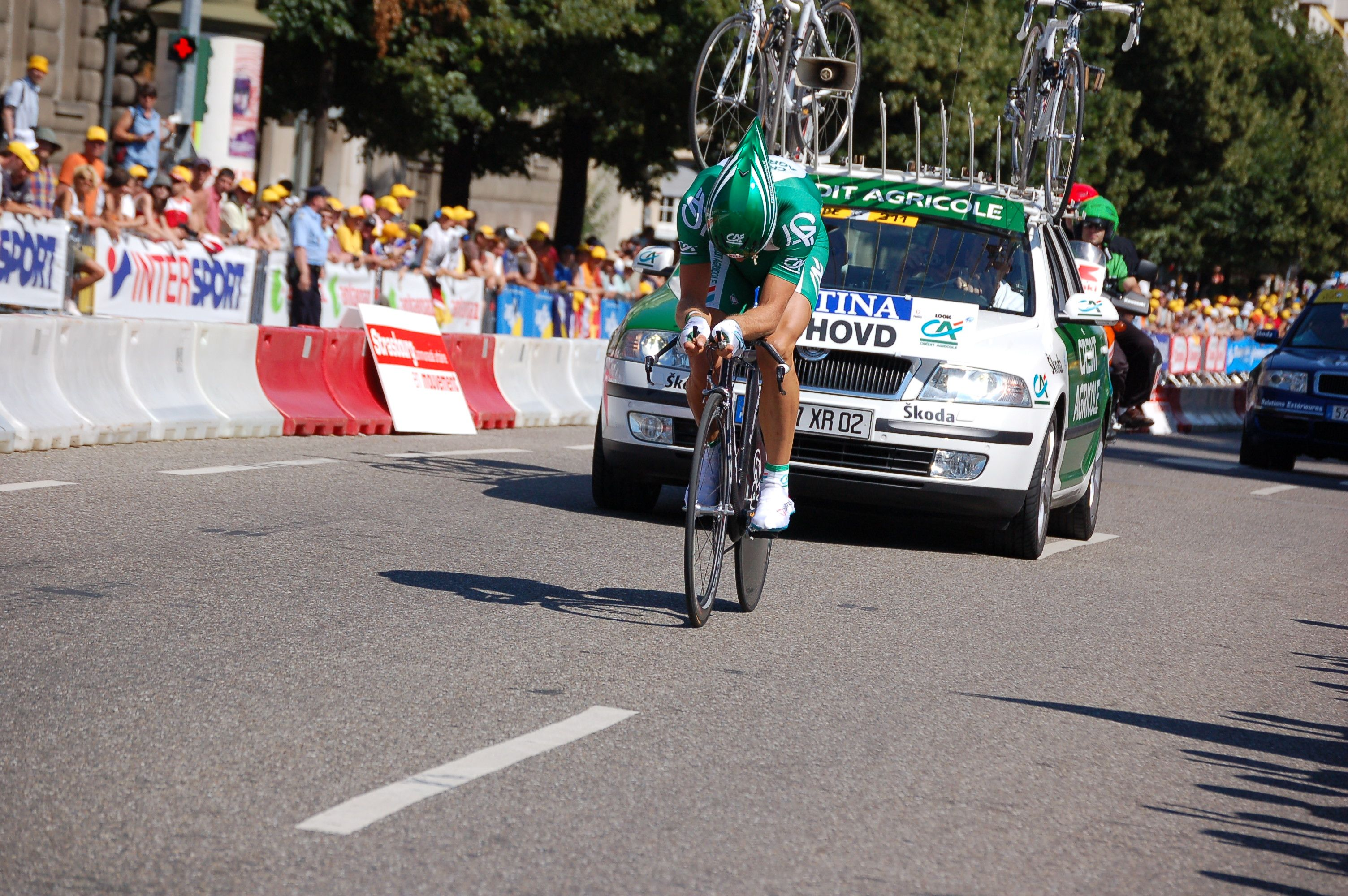
Thor Hushovd jadący po zwycięstwo etapowe na prologu Tour de France 2006

Był zawodowcem od 2000. W 2002 wygrał 18. etap Tour de France, z Cluses do Bourg en Bresse (cały wyścig ukończył na 112. miejscu). Został tym samym drugim Norwegiem w historii, któremu udało się wygrać etap w najbardziej prestiżowym wieloetapowym wyścigu kolarskim.
W Tour de France w 2004 po II etapie został liderem wyścigu (5 lipca), lecz dzień później stracił przodownictwo w wyścigu na rzecz Australijczyka Robbie McEwena. W kolejnej edycji Tour de France (2005) wygrał klasyfikację punktową.
Podczas Tour de France 2006 zwyciężył w prologu w Strasburgu oraz podczas ostatniego (20.) etapu, lecz ostatecznie zajął 121. pozycję.
Kilkakrotnie zdobywał mistrzostwo Norwegii na szosie (2002 w jeździe indywidualnej na czas). Na igrzyskach w Sydney w 2000 roku zajął siódme miejsce w konkurencji jazdy indywidualnej na czas. Na rozgrywanych a cztery lata później, w igrzyskach w Atenach był 32. w tej samej konkurencji. W 2009 roku ponownie wygrał klasyfikację punktową Tour de France, a w 2010 odniósł swój życiowy sukces zdobywając złoty medal na mistrzostwach świata w Geelong. We wrześniu 2014 roku zakończył sportową karierę.

## Najważniejsze osiągnięcia
1998
- 1. miejsce w mistrzostwach świata (do lat 23, jazda ind. na czas)

2000
- 6. miejsce w igrzyskach olimpijskich (jazda ind. na czas)

2001
- 1. miejsce na 5. etapie (druż.) Tour de France
- 1. miejsce w Tour of Sweden

2002
- 1. miejsce na 18. etapie Tour de France
- 1. miejsce na 2. etapie Tour de l’Ain

2003
- 1. miejsce na 2. etapie Critérium du Dauphiné Libéré
- 1. miejsce na 3. etapie Vuelta a Castilla y León

2004
- 1. miejsce w mistrzostwach Norwegii (jazda ind. na czas)
- 1. miejsce w mistrzostwach Norwegii (start wspólny)
- 1. miejsce na 8. etapie Tour de France
- 1. miejsce na 1. etapie Critérium du Dauphiné Libéré
- 1. miejsce w French Road Cycling Cup
- 1. miejsce w Classic Haribo
- 1. miejsce w Grand Prix de Denain
- 1. miejsce w Tour de Vendée

2005
- 1. miejsce w mistrzostwach Norwegii (jazda ind. na czas)
- 1. miejsce w klasyfikacji punktowej Tour de France
- 1. miejsce na 5. etapie Vuelta a España
- 1. miejsce na 2. etapie Critérium du Dauphiné Libéré
- 1. miejsce na 7. etapie Volta a Catalunya
  -  1. miejsce w klasyfikacji punktowej

2006
- 1. miejsce na prologu i 20. etapie Tour de France
- 1. miejsce na 6. etapie Vuelta a España
  -  1. miejsce w klasyfikacji punktowej
- 1. miejsce w Gandawa-Wevelgem
- 1. miejsce na 7. etapie Critérium du Dauphiné Libéré
- 1. miejsce na 4. etapie Tirreno-Adriático
- 1. miejsce na 3. etapie Volta a Catalunya

2007
- 1. miejsce na 4. etapie Tour de France
- 1. miejsce na 7. etapie Giro d’Italia
- 2. miejsce w GP Ouest-France

2008
- 1. miejsce na prologu i 1. etapie Volta a Catalunya
  -  1. miejsce w klasyfikacji punktowej
- 1. miejsce na prologu Paryż-Nicea
  -  1. miejsce w klasyfikacji punktowej
- 1. miejsce na 1. etapie Tour Méditerranéen
- 1. miejsce na 6. etapie Quatre Jours de Dunkerque
- 1. miejsce na 2. etapie Tour de France

2009
- 1. miejsce w Omloop Het Nieuwsblad
- 1. miejsce na prologu i 6. etapie Volta a Catalunya
- 1. miejsce na 6. etapie Tour de France
  -  1. miejsce w klasyfikacji punktowej

2010
- 1. miejsce w mistrzostwach świata (start wspólny)
- 1. miejsce w mistrzostwach Norwegii (start wspólny)
- 2. miejsce w Paryż-Roubaix
- 1. miejsce na 3. etapie Tour de France
- 1. miejsce na 6. etapie Vuelta a España

2011
- 1. miejsce na 4. etapie Tour de Suisse
- 1. miejsce na 2. (druż.), 13. i 16. etapie Tour de France
- 1. miejsce na 4. etapie Tour of Britain

2013
- 1. miejsce na 1. etapie Tour du Haut Var
- 2. miejsce w mistrzostwach Norwegii (jazda ind. na czas)
- 1. miejsce w mistrzostwach Norwegii (start wspólny)
- 1. miejsce na 3. etapie Österreich-Rundfahrt
- 1. miejsce na 3. i 5. etapie Tour de Pologne
- 1. miejsce w Arctic Race of Norway
  - 1. miejsce na 2. i 4. etapie
- 6. miejsce w GP Ouest-France
- 8. miejsce w Vattenfall Cyclassics
- 1. miejsce na 1. etapie Tour of Beijing

2014
- 9. miejsce w Gandawa-Wevelgem